# Бойко Ярослав Ярославович
Ярослав Ярославович Бо́йко (20 січня 1976, с. Староміщина — 17 жовтня 2022, с. Богданівка Бахмутського р-ну Донецької області) — український військовослужбовець, молодший сержант 44-ї окремої артилерійської бригади Збройних сил України, учасник російсько-української війни.

## Життєпис
Народився 20 січня 1976 року в с. Староміщина Підволочиського району Тернопільської області. Закінчив Староміщинську загальноосвітню школу, потім училище. Після одруження проживав із сім'єю в смт Підволочиськ, часто працював за кордоном. На початок 2022 року працював будівельником у Польщі. Із початком повномасштабного вторгнення повернувся додому.
Служив на посаді молодшого сержанта в складі 44-ї окремої артилерійської бригади.

## Загибель
Загинув 17 жовтня 2022 року в населеному пункті Богданівка Бахмутського району Донецької області. Похований 22 жовтня 2022 року в Підволочиську.

## Нагороди
- Орден «За мужність» ІІІ ступеня (12 березня 2024, посмертно) — за особисту мужність, виявлену у захисті державного суверенітету та територіальної цілісності України, самовіддане виконання військового обов'язку[2]
- Нагрудний знак «За взірцевість у військовій службі» ІІ ступеня[3].
- Почесна відзнака командира 44 окремої артилерійської бригади імені гетьмана Данила Апостола (27 червня 2022)[3].